# Соболєв Віталій Павлович
Віталій Павлович Соболєв (1940, місто Воронеж, тепер Російська Федерація — ?) — латвійський радянський державний і комуністичний діяч, 2-й секретар ЦК КП Латвії. Депутат Верховної Ради Латвійської РСР 11-го скликання. Депутат Верховної Ради СРСР 11-го скликання в 1987—1989 роках. Народний депутат СРСР у 1989—1991 роках.

## Життєпис
У 1960 році закінчив Воронезький державний університет імені Ленінського комсомолу.
У 1960—1965 роках — інженер-ґрунтознавець, начальник загону Бєлгородської землевпорядної експедиції проєктного інституту «Росгіпрозем».
Член КПРС з 1963 року.
У 1965—1966 роках — завідувач відділу комсомольських організацій Бєлгородського обласного комітету ВЛКСМ.
З 1966 року — інструктор сільськогосподарського відділу Бєлгородського обласного комітету КПРС.
Закінчив Вищу партійну школу при ЦК КПРС у Москві.
Після закінчення Вищої партійної школи — інструктор відділу організаційно-партійної роботи Бєлгородського обласного комітету КПРС; голова виконавчого комітету Новооскольської районної ради депутатів трудящих Бєлгородської області.
До 1974 року — завідувач відділу організаційно-партійної роботи Бєлгородського обласного комітету КПРС.
У 1974—1983 роках — секретар Бєлгородського обласного комітету КПРС.
У 1983—1986 роках — завідувач сектора відділу організаційно-партійної роботи ЦК КПРС у Москві.
3 вересня 1986 — квітень 1990 року — 2-й секретар ЦК КП Латвії.
Подальша доля невідома.

## Нагороди
- орден Трудового Червоного Прапора
- орден «Знак Пошани»
- орден Дружби народів
- медалі